# Ludwig Männer
Ludwig Männer (Norimberga, 11 luglio 1912 – 13 gennaio 2003) è stato un calciatore tedesco, di ruolo centrocampista.

## Carriera

### Nazionale
Ha collezionato 5 presenze con la propria Nazionale.